# Missing (canção de Everything but the Girl)
"Missing" é uma canção da banda britânica Everything but the Girl, que alcançou o segundo lugar na parada de sucessos da Billboard, no ano de 1995. É considerada a canção assinatura da banda.
No Brasil a canção foi incluída na trilha sonora internacional da novela "Quem é Você", de Ivani Ribeiro e Solange Castro Neves, exibida pela TV Globo em 1996.

## Track listings
CD maxi
1. "Missing" (Todd Terry Club Mix (Blanco/Eternal Radio Edit)) — 3:52
2. "Missing" (Todd Terry Club Mix) — 4:58
3. "Missing" (Rockin' Blue Mix) — 7:47
4. "Missing" (Chris & James Full On Club Mix) — 8:36
5. "Missing" (Amplified Heart Album Mix) — 4:04
6. "Missing" (Todd Terry Tee's Piece) — 4:34

12" maxi
1. "Missing" (Todd Terry club mix) — 4:53
2. "Missing" (Rockin' blue mix) — 7:47
3. "Missing" (Todd Terry lite mix) — 4:05
4. "Missing" (Todd Terry tee's beat) — 2:48
5. "Missing" (Chris & James Full on club mix) — 8:36

CD maxi - Remixes
1. "Missing" (album version) — 4:04
2. "Missing" (Little Joey remix) — 5:03
3. "Missing" (Chris & James full on club mix) — 8:35
4. "Missing" (ultramarine remix) — 5:26

## Versões oficiais
- "Missing" (Album Version) / (Amplified Heart Album Mix) — 4:04
- "Missing" (Chris & James Full On Club Mix) — 8:35
- "Missing" (Little Joey Remix) — 5:03
- "Missing" (Rockin' Blue Mix) — 7:47
- "Missing" (Todd Terry Club Mix) / (Todd Terry Remix) — 4:58
- "Missing" (Todd Terry Club Mix - Blanco/Eternal Radio Edit) — 3:52
- "Missing" (Todd Terry Lite Mix) — 4:05
- "Missing" (Todd Terry Remix) 4:08 [Amplified Heart Bonus Track Version]
- "Missing" (Todd Terry Remix) 3:55 [Versão Like The Deserts Miss The Rain] [new edit por Ben Watt]
- "Missing" (Todd Terry Tee's Beat) — 2:48
- "Missing" (Todd Terry Tee's Piece) — 4:34
- "Missing" (Ultramarine Remix) — 5:26

## Chartse vendagens
| Chart (1994)                          | Peak posição |
| ------------------------------------- | ------------ |
| UK Singles Chart                      | 69           |
| Chart (1995/96)                       | Peak posição |
| Australian ARIA Singles Chart         | 2            |
| Austria                               | 6            |
| Bélgica                               | 10           |
| Bélgica (Wallonia)                    | 2            |
| Canadian RPM Top Singles              | 1            |
| Canadian RPM Dance Chart              | 1            |
| Danish Singles Chart                  | 1            |
| Dutch Top 40                          | 3            |
| Finlândia - Singles Chart             | 11           |
| França                                | 2            |
| Alemanha                              | 1            |
| Irlanda                               | 3            |
| Itália                                | 1            |
| Nova Zelândia                         | 14           |
| Noruega - Singles Chart               | 5            |
| Suiça - Singles Chart                 | 2            |
| Reino Unido - Singles Chart           | 3            |
| U.S. Billboard Hot 100                | 2            |
| U.S. Billboard Hot Adult Contemporary | 6            |
| U.S. Billboard Hot R&B/Hip-Hop Songs  | 70           |

| Charts de final de ano (1995)    | Posição |
| -------------------------------- | ------- |
| Belgian (Flanders) Singles Chart | 58      |
| Belgian (Wallonia) Singles Chart | 73      |
| Dutch Top 40                     | 9       |
| French Singles Chart             | 76      |
| Charts de final de ano (1996)    | Posição |
| Australian Singles Chart         | 7       |
| Austrian Singles Chart           | 39      |
| Belgian (Flanders) Singles Chart | 72      |
| Belgian (Wallonia) Singles Chart | 17      |
| Canada Dance (RPM)               | 8       |
| French Singles Chart             | 29      |
| Swiss Singles Chart              | 24      |
| U.S. Billboard Hot 100           | 12      |

| País    | Certificação | Data            | Vendas  |
| ------- | ------------ | --------------- | ------- |
| France  | Gold         | 1996            | 250,000 |
| Germany | Gold         | 1996            | 150,000 |
| Norway  | Gold         | 1996            | 5,000   |
| UK      | Platinum     | 1 January 1996  | 600,000 |
| U.S.    | Gold         | 24 January 1996 | 500,000 |

### Sucessões
| Precedido por "Baby Baby" por Corona                         | Lista de hits número 1 na Itália 6 de maio de 1995 - 10 de junho de 1995 (6 semanas)                                    | Sucedido por "Scream" por Michael Jackson & Janet Jackson |
| Precedido por "Beautiful Life" por Ace of Base               | Lista de hits número 1 - Canadian RPM Dance chart (Canadá) 5 de fevereiro de 1996 - 19 de fevereiro de 1996 (3 semanas) | Sucedido por "Sexual Healing" por Max-A-Million           |
| Precedido por "Time" por Hootie & the Blowfish               | Lista de hits número 1 no Canadá 19 de fevereiro de 1996 – 4 de março de 1996 (3 semanas)                               | Sucedido por "The World I Know" por Collective Soul       |
| Precedido por "Gangsta's Paradise" por Coolio featuring L.V. | Lista de hits número 1 - Alemanha 2 de fevereiro de 1996 – 9 de fevereiro de 1996 (2 semanas)                           | Sucedido por "Spaceman" por Babylon Zoo                   |

## A versão de No Mercy
"Missing (I Miss You Like the Deserts Miss the Rain)" é o primeiro single do álbum My Promise, lançado pelo trio de europop No Mercy em 1995. Lançado apenas na Europa, a canção obteve sucesso na parada da Alemanha (#19) e Suíça (#9). Na França, conseguiu moderado sucesso, alcançando a posição #48. Existem duas versões do videoclipe.

### Faixas
CD Maxi single
| N.º | Título                                                                         | Duração |  |
| 1.  | "Missing (I Miss You Like the Deserts Miss the Rain)" (Radio Version)          | 3:58    |  |
| 2.  | "Missing (I Miss You Like the Deserts Miss the Rain)" (Ibiza Club Mix)         | 6:30    |  |
| 3.  | "Missing (I Miss You Like the Deserts Miss the Rain)" (Manumission Trance Mix) | 6:30    |  |
| 4.  | "Missing (I Miss You Like the Deserts Miss the Rain)" (Acapella Version)       | 5:25    |  |

Alemanha - CD Maxi single
| N.º | Título                                                                          | Duração |  |
| 1.  | "Missing (I Miss You Like the Deserts Miss the Rain)" (Spike Radio Mix)         | 4:03    |  |
| 2.  | "Missing (I Miss You Like the Deserts Miss the Rain)" (Original Radio Version)  | 3:58    |  |
| 3.  | "Missing (I Miss You Like the Deserts Miss the Rain)" (Club Mix)                | 6:45    |  |
| 4.  | "Missing (I Miss You Like the Deserts Miss the Rain)" (Underground Mix)         | 6:55    |  |
| 5.  | "Missing (I Miss You Like the Deserts Miss the Rain)" (Dub Mix)                 | 4:45    |  |
| 6.  | "Missing (I Miss You Like the Deserts Miss the Rain)" (Miami Club Mix)          | 6:55    |  |
| 7.  | "Missing (I Miss You Like the Deserts Miss the Rain)" (Original Ibiza Club Mix) | 6:34    |  |

Promo 12" Single
| N.º | Título                                                               | Duração |  |
| 1.  | "Missing" (Ibiza Club Mix - New Cut + Re-Mastered - 123 BPM)         | 6:45    |  |
| 2.  | "Missing" (Manumission Trance Mix - New Cut + Re-Mastered - 136 BPM) | 7:10    |  |
| 3.  | "Missing" (Solid House Mix - 124 BPM)                                | 6:00    |  |
| 4.  | "Missing" (Manumission Dub Mix - 136 BPM)                            | 5:22    |  |

### Posições nas paradas musicais
| Parada musical (1995/1996)         | Melhor posição |
| ---------------------------------- | -------------- |
| Alemanha - Germany Top 100 Singles | 19             |
| França - SNEP                      | 48             |
| Reino Unido - UK Singles Chart     | 101            |
| Suíça - Schweizer Hitparade        | 9              |

| Parada de fim de ano (1996)        | Melhor posição |
| ---------------------------------- | -------------- |
| Alemanha - Germany Top 100 Singles | 132            |